# Матіас Сеговія
Матіас Сеговія (ісп. Matías Segovia, нар. 4 січня 2003, Каагуасу) — парагвайський футболіст, півзахисник «Ботафогу».

## Клубна кар'єра
Народився 4 січня 2003 року в місті Каагуасу. Вихованець футбольної школи клубу «Гуарані» (Асунсьйон). Дорослу футбольну кар'єру розпочав 2019 року в основній команді того ж клубу, в якій провів чотири сезони, взявши участь у 43 матчах чемпіонату.
4 квітня 2023 року Матіас Сеговія приєднався до бразильського «Ботафогу». У своєму дебютному сезоні за новий клуб він довго боровся за чемпіонський титул, але зрештою «Ботафогу» посіло лише п'яте місце в Серії А. 1 лютого 2024 року оголосили, що Сеговія віддали в оренду в «РВДМ 47», бельгійському клубу-партнеру Ботафого, до середини 2024 року. Після того як бельгійський клуб вилетів з еліти, парагваєць його покинув і наступний сезон 2024/25 провів у оренді в еміратському клубі «Аль-Айн», за який відіграв 9 матчів у національному чемпіонаті й забив 1 гол.

## Виступи за збірні
2019 року з юнацькою збірною Парагваю (U-17) взяв участь у юнацькому чемпіонаті світу у Бразилії. На турнірі він зіграв у чотирьох матчах і у грі проти Соломонових Островів забив гол.
Протягом 2022—2023 років залучався до складу молодіжної збірної Парагваю. У її складі 2022 року став переможцем домашніх Південноамериканських ігор, де зіграв в усіх матчів і у півфіналі проти колумбійців забив гол. Наступного року з цією командою поїхав і на молодіжний чемпіонат Південної Америки, де зіграв у 8 матчах, а парагвайці посіли 6 місце.

## Статистика виступів

### Статистика клубних виступів
Станом на 2 липня 2025
| Сезон                           | Команда                         | Чемпіонат                       | Чемпіонат | Чемпіонат | Національний кубок | Національний кубок | Національний кубок | Континентальні кубки | Континентальні кубки | Континентальні кубки | Інші змагання | Інші змагання | Інші змагання | Усього | Усього | Усього |
| Сезон                           | Команда                         | Ліга                            | Ігор      | Голів     | Ліга               | Ігор               | Голів              | Ліга                 | Ігор                 | Голів                | Ліга          | Ігор          | Голів         | Ігор   | Голів  |        |
| ------------------------------- | ------------------------------- | ------------------------------- | --------- | --------- | ------------------ | ------------------ | ------------------ | -------------------- | -------------------- | -------------------- | ------------- | ------------- | ------------- | ------ | ------ | ------ |
| 2019                            | «Гуарані» (Асунсьйон)           | ПД                              | 1         | 0         | -                  | -                  | -                  | -                    | -                    | -                    | -             | -             | -             | 1      | 0      |        |
| 2020                            | «Гуарані» (Асунсьйон)           | ПД                              | 0         | 0         | -                  | -                  | -                  | КЛ                   | 0                    | 0                    | -             | -             | -             | 0      | 0      |        |
| 2021                            | «Гуарані» (Асунсьйон)           | ПД                              | 6         | 0         | -                  | -                  | -                  | КЛ                   | 0                    | 0                    | -             | -             | -             | 6      | 0      |        |
| 2022                            | «Гуарані» (Асунсьйон)           | ПД                              | 31        | 2         | -                  | -                  | -                  | КЛ                   | 0                    | 0                    | -             | -             | -             | 31     | 2      |        |
| 2023                            | «Гуарані» (Асунсьйон)           | ПД                              | 5         | 0         | -                  | -                  | -                  | ПАК                  | 1                    | 0                    | -             | -             | -             | 6      | 0      |        |
| Усього за «Гуарані» (Асунсьйон) | Усього за «Гуарані» (Асунсьйон) | Усього за «Гуарані» (Асунсьйон) | 43        | 2         |                    | -                  | -                  |                      | 1                    | 0                    |               | -             | -             | 44     | 2      |        |
| 2023                            | «Ботафогу»                      | A                               | 21        | 0         | КБ                 | 1                  | 0                  | ПАК                  | 4                    | 0                    | -             | -             | -             | 26     | 0      |        |
| січ. 2024                       | «Ботафогу»                      | ЛК+A                            | 3+0       | 0         | КБ                 | 0                  | 0                  | -                    | -                    | -                    | -             | -             | -             | 3      | 0      |        |
| Усього за «Ботафогу»            | Усього за «Ботафогу»            | Усього за «Ботафогу»            | 24        | 0         |                    | 1                  | 0                  |                      | 4                    | 0                    |               | -             | -             | 29     | 0      |        |
| лют.-черв. 2024                 | «РВДМ 47»                       | Д1                              | 7         | 0         | КБ                 | 0                  | 0                  | -                    | -                    | -                    | -             | -             | -             | 7      | 0      |        |
| 2024–25                         | «Аль-Айн»                       | ПЛ                              | 9         | 1         | КЛ+КА              | 4+1                | 1+1                | ЕЛЧ                  | 3                    | 0                    | МК            | 2             | 0             | 19     | 3      |        |
| Усього за кар'єру               | Усього за кар'єру               | Усього за кар'єру               | 83        | 3         |                    | 6                  | 2                  |                      | 8                    | 0                    |               | 2             | 0             | 99     | 5      |        |